# 2008年台北海碩國際職業女子網球公開賽
2008年台北海碩國際職業女子網球公開賽是首度在台北小巨蛋舉行的國際職業女子網球賽事。本屆將獎金提升為ITF100000美元加住宿等級的女子巡迴賽事。會外賽在台灣大學網球場進行，而該年復出的伊達公子選擇此站做為首場海外賽事。

## 參賽者

### 種子
| 國家     | 球員              | 排名1 | 種子序 |
| -------- | ----------------- | ----- | ------ |
| 中華臺北 | 詹詠然            | 74    | 1      |
| 中華臺北 | 謝淑薇            | 82    | 2      |
| 美国     | 金久慈            | 117   | 3      |
| 日本     | 森田步美          | 126   | 4      |
| 日本     | 藤原理華          | 140   | 5      |
| 斯洛伐克 | 娅尔米拉·盖多绍娃 | 142   | 6      |
|          | 杰茜卡·穆尔       | 145   | 7      |
| 日本     | 中村藍子          | 166   | 8      |

- 1依照2008年10月13日公布的排名排序。

### 其他球員
以下球員獲得外卡進入單打會內賽：
- 伊達公子
- 許文馨
- 詹皓晴

以下球員從會外賽事獲得單打會內資格：
- 陳律伶
- 劉記帆
- 林思妤

## 決賽結果

### 單打
娅尔米拉·盖多绍娃 擊敗  Corinna Dentoni，4–6、6–4、6–1

### 雙打
莊佳容／ 謝淑薇 擊敗  許文馨／ 黃怡萱，6–3、6–3

## 外部連結
- 官方部落格（已關閉）（繁體中文）
- 官方網站（繁體中文）
- ITF官方資料 Archive.today的存檔，存档日期2013-04-26（英文）